# 赞颂
讚頌（英語：praise）是一種表達對某人的認可的社交互動。

## 心理學研究
在操作制約中，這個可以是正向增強，用來令目標增加更多想要的行為。在學校理境中，老師用稱讚方法可以提升學生的學業表現。這也可提升人們的工作表現。就是不是受讚的人，附近的人通過觀察，例如我的同桌同學做了這件事而讚賞，他們也會跟隨增強行為。與其他方法效果差不多，不過最重要的是要在目標好的行為出現後，家長要盡快讚賞，並明顯地說明他們因為甚麽而受讚。

## 宗教相關
對於些宗教信徒，向生命的主宰表示敬畏的方式，如基督徒向着上帝詠頌詩歌的行为。
讚美是發自內心的對於美好事物表示肯定的一種表達。恰如其分的讚美能使我們更好的與同學交往，從而增進同學之間的友情和友誼。
例如：
- 《詩篇》第22篇至第3篇参：“但你是圣洁的，是用以色列的赞美为宝座的。 ”
- 《詩篇》第119篇至第164篇参：“我因你公义的典章，一天七次赞美你。 ”